# Zawsze tam, gdzie ty (utwór muzyczny)
Zawsze tam, gdzie ty – jeden z największych przebojów grupy Lady Pank. Kompozytorem utworu jest Jan Borysewicz. Napisał go podczas pobytu w Stanach Zjednoczonych w końcówce lat 80. XX wieku.
Pierwszym wykonawcą tego utworu był Paul Bolger – wokalista, z którym Borysewicz wówczas współpracował. Wspólne nagranie obu muzyków w anglojęzycznej wersji trafiło w ręce Jacka Skubikowskiego, który planował umieścić kompozycję na swojej autorskiej płycie z własnym, polskim tekstem. W takiej wersji trafiła ona na ostatni longplay zespołu Lady Pank tuż przed zawieszeniem działalności w 1991 roku – Zawsze tam, gdzie ty. Sukces utworu przyczynił się do nadania tytułu temu albumowi.
Piosenka osiągnęła 1. miejsce na listach przebojów Radiowej Trójki.

## Muzycy

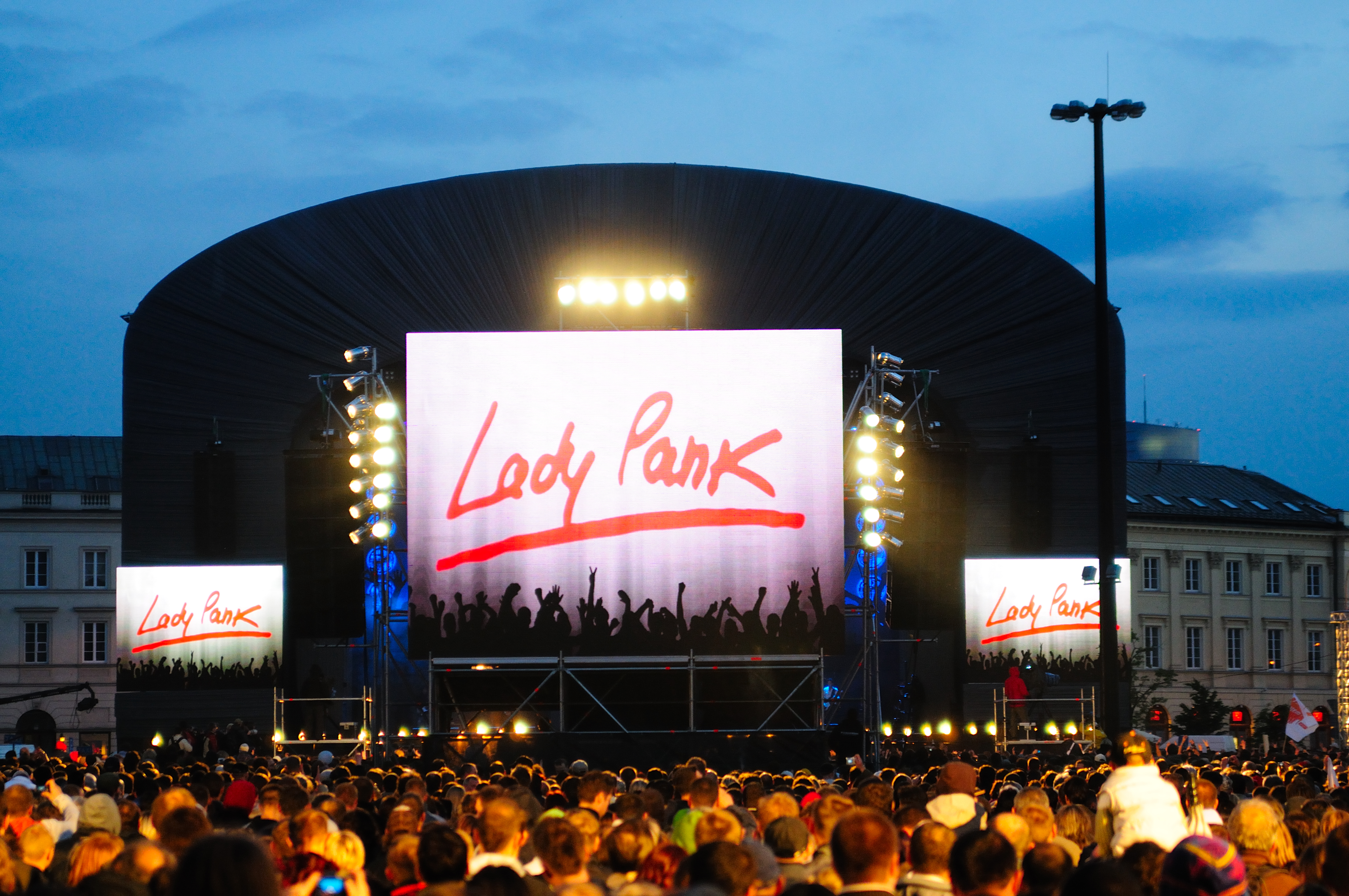
Scenografia koncertowa zespołu Lady Pank

### Skład zespołu
- Jan Borysewicz – gitara
- Janusz Panasewicz – śpiew
- Piotr Urbanek – gitara basowa
- Konstanty Joriadis – instrumenty klawiszowe
- Jarosław Szlagowski – instrumenty perkusyjne

oraz
- Rafał Paczkowski – produkcja nagrań, realizacja dźwięku